# Tonight’s Decision
Tonight’s Decision to czwarty album studyjny zespołu Katatonia wydany w 1999 roku przez Peaceville Records. W 2003 roku ukazała się reedycja albumu zawierająca 2 dodatkowe utwory.

## Lista utworów
1. "For My Demons" – 5:47
2. "I Am Nothing" – 4:37
3. "In Death, A Song" – 4:51
4. "Had To (Leave)" – 6:03
5. "This Punishment" – 2:46
6. "Right Into The Bliss" – 5:04
7. "No Good Can Come Of This" – 4:24
8. "Strained" – 4:15
9. "A Darkness Coming" – 5:01
10. "Nightmares By The Sea" – 4:15
11. "Black Session" – 7:01

### Dodatkowe utwory na reedycji
1. "No Devotion" – 4:48
2. "Fractured" – 5:52

## Twórcy
- Jonas Renkse – wokal
- Anders Nyström – gitara, keyboard, poboczne linie wokalne
- Fredrik Norrman – gitara, gitara basowa
- Dan Swanö – perkusja